# Коростелёв, Андрей Валентинович
Андре́й Валенти́нович Коростелёв (род. 11 октября 1954) — советский легкоатлет, специалист по барьерному бегу. Выступал на всесоюзном уровне в середине 1970-х — начале 1980-х годов, бронзовый призёр чемпионата СССР и Спартакиады народов СССР, победитель первенств всесоюзного значения, участник чемпионата Европы в помещении в Сан-Себастьяне. Представлял Москву и спортивное общество «Локомотив». Тренер по лёгкой атлетике.

## Биография
Андрей Коростелёв родился 11 октября 1954 года. Занимался лёгкой атлетикой в Москве, выступал за добровольное спортивное общество «Локомотив».
Первого серьёзного успеха на всесоюзном уровне добился в сезоне 1976 года, когда на зимнием чемпионате СССР в Москве выиграл серебряную медаль в беге на 60 метров с барьерами. На летнем чемпионате СССР в Киеве занял четвёртое место в беге на 110 метров с барьерами.
В 1977 году вошёл в состав советской сборной и выступил на чемпионате Европы в помещении в Сан-Себастьяне, где в 60-метровом барьерном беге сумел дойти до стадии полуфиналов. Позднее в 110-метровом барьерном беге финишировал четвёртым на чемпионате СССР в Москве.
В 1978 году в беге на 110 метров с барьерами получил серебро на зимнем чемпионате СССР в Москве, тогда как на соревнованиях в Сочи установил свой личный рекорд — 13,72.
В 1979 году принимал участие в чемпионате страны в рамках VII летней Спартакиады народов СССР в Москве, показал результат 13,94 и завоевал бронзовую награду. Также в этом сезоне превзошёл всех соперников на всесоюзном старте в Каунасе.
В 1983 году окончил Государственный центральный ордена Ленина институт физической культуры, после чего работал тренером по лёгкой атлетике в Москве — подготовил ряд успешных российских спринтеров и барьеристов. За выдающиеся достижения на тренерском поприще удостоен почётного звания «Заслуженный тренер РСФСР».